# 장일호
장일호(張一湖, 본명(本名)은 장광석(張廣奭), 1926년 9월 30일 ~ 2009년 2월 10일)는 대한민국의 연극배우, 영화 배우, 영화 감독이다.

1970년대에는 홍콩으로 건너가 《철권》(1973), 《대결투》(1973), 《흑발》(1974) 등 쇼브라더스와 합작 액션 영화를 연출했다. 귀국 후 자신이 대표작으로 꼽는 《난중일기》(1977)를 연출했다. 1980년대에는 멜로드라마인 《사랑하는 사람아》 3부작을 만들어 대만에서 큰 인기를 끌었다.

## 주요 이력
- 前 서라벌예술대학 연극영화학과 전임교수
- 前 중앙대학교 문예창작학과 전임강사
- 前 공연윤리위원회 영화수입심의분과위원장

## 생애

### 생애 초기
본관은 인동(仁同)이며, 평안남도 평양 출생이다.

### 주요 경력
- 1946년 연극배우 데뷔
- 1950년 연극 연출가 데뷔
- 1952년~1955년 대한민국 육군 사병 복무
- 1956년 영화 《왕자 호동과 낙랑공주》의 단역으로 영화 배우 데뷔.
- 1959년 영화 《독립협회와 청년 이승만》 조감독
- 1961년 영화 《의적 일지매》 감독
- 1964년 영화 《석가모니》 감독
- 1968년 소설 《제4의 사나이》 집필
- 1969년 자신의 원작 소설을 영화화한 영화 《제4의 사나이》 감독
- 1978년 영화 《난중일기》 감독
- 1979년 영화 《돛대도 아니 달고》 투자
- 1981년 영화 《사랑하는 사람아》 감독
- 1987년 영화 《하녀의 방》 제작 데뷔

## 출연작

### 연극
- 1946년 연극 《협객 임꺽정》 ... 명종 역(조연)

### 영화
- 1956년 영화 《왕자 호동과 낙랑공주》

## 기타 제작 작품

### 연극 연출
- 1950년 《협객 홍길동》

### 영화 조감독
- 1959년 영화 《독립협회와 청년 이승만》

### 영화 감독
- 1961년 영화 《의적 일지매》
- 1961년 영화 《원술랑》
- 1969년 영화 《제4의 사나이》

### 영화 투자 기획
- 1979년 영화 《돛대도 아니 달고》

### 영화 제작
- 1987년 영화 《하녀의 방》

## 문학 작품

### 소설
- 1968년 소설 《제4의 사나이》